# 캐슬린 배틀

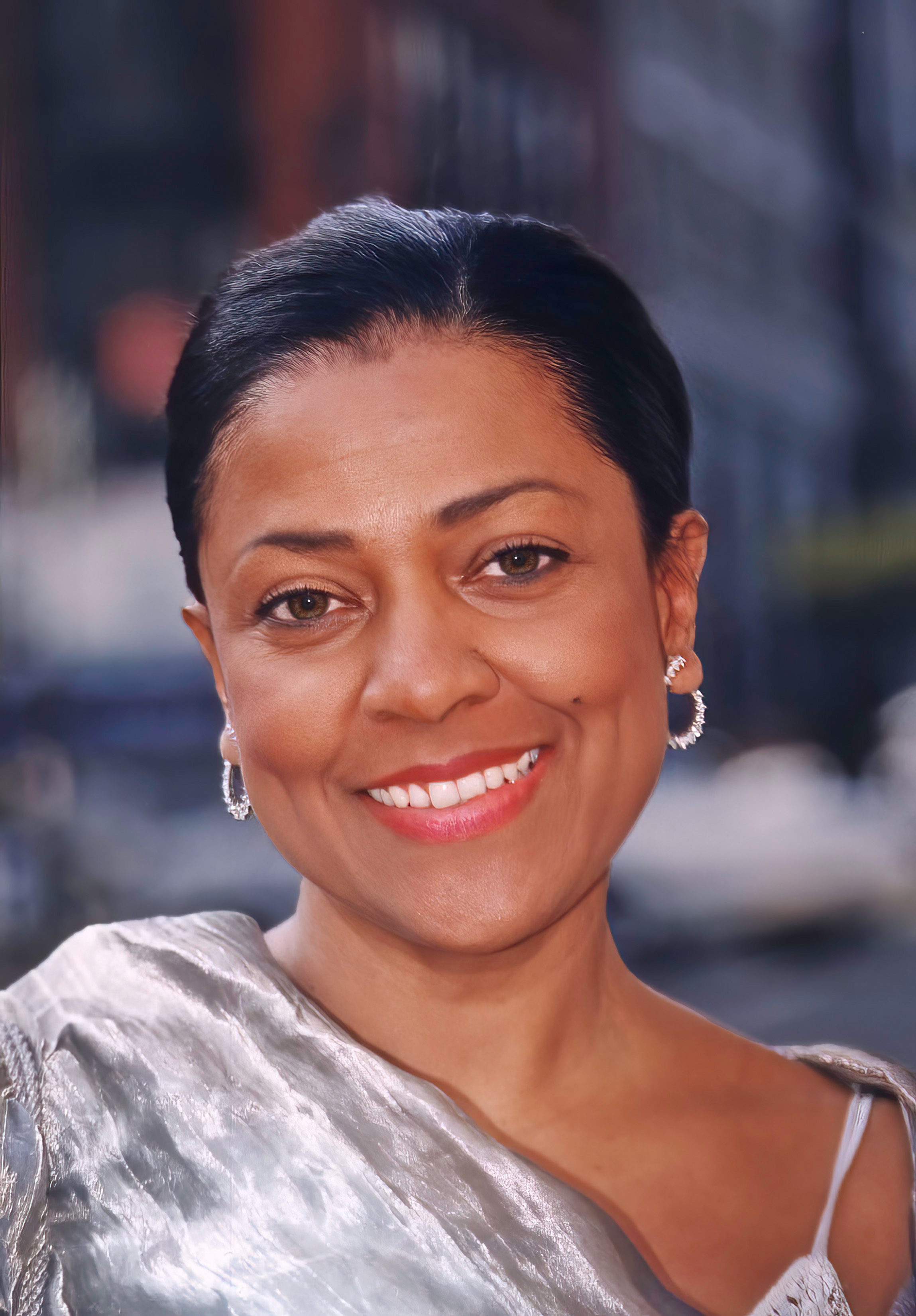

캐슬린 배틀(영어: Kathleen Deanna Battle, 1948년 8월 13일 ~ )는 미국의 소프라노 가수이다.
독특한 음역과 음색으로 유명한 미국의 오페라 소프라노이다. 오하이오주 포츠머스에서 태어난 배틀은 처음에는 1970년대 초반과 중반 동안 주요 오케스트라와의 공연을 통해 콘서트 레퍼토리 내에서의 활동으로 유명해졌다. 1975년에 오페라 데뷔를 했다. 배틀은 1980년대와 1990년대 초반에 그녀의 레퍼토리를 가사 소프라노와 콜로라투라 소프라노 역할로 확장하여 1994년 메트로폴리탄 오페라에서 결국 해고될 때까지 계속했다. 나중에 녹음과 콘서트 무대에 집중했다. 메트(Met)에서 22년 만에 배틀은 2016년 11월 메트로폴리탄 오페라 하우스에서 영적인 콘서트를 열었다.